# Julian Coco
Julián Basílico Coco (Willemstad, 9 januari 1924 – Laren (Noord-Holland), 4 februari 2013) was een Nederlands contrabassist en gitarist van Curaçaose afkomst. Hij speelde onder andere samen met Charlie Byrd, Dizzy Gillespie, Stan Kenton, Yehudi Menuhin, Wes Montgomery en Andrés Segovia.
Coco groeide op in een arm gezin in Otrabanda en leerde zichzelf contrabas spelen. In 1953 kreeg hij een studiebeurs en vertrok hij naar Nederland waar hij contrabas studeerde aan het Amsterdamsch Conservatorium te Amsterdam. Nadat hij was afgestudeerd, werd gitaar ingevoerd als hoofdvak. Daarop besloot Coco gitaar te gaan studeren. Hij was een van de eerste gitaristen die zich inschreven. Zijn leraar was Dick Visser.
Coco werd bassist in het Utrechts Symfonie Orkest en gitaarleraar aan het muzieklyceum van Hilversum.
In 1963 maakt Ton Hasebos de documentaire Wie is Julian B. Coco over hem die werd uitgezonden door de VPRO.

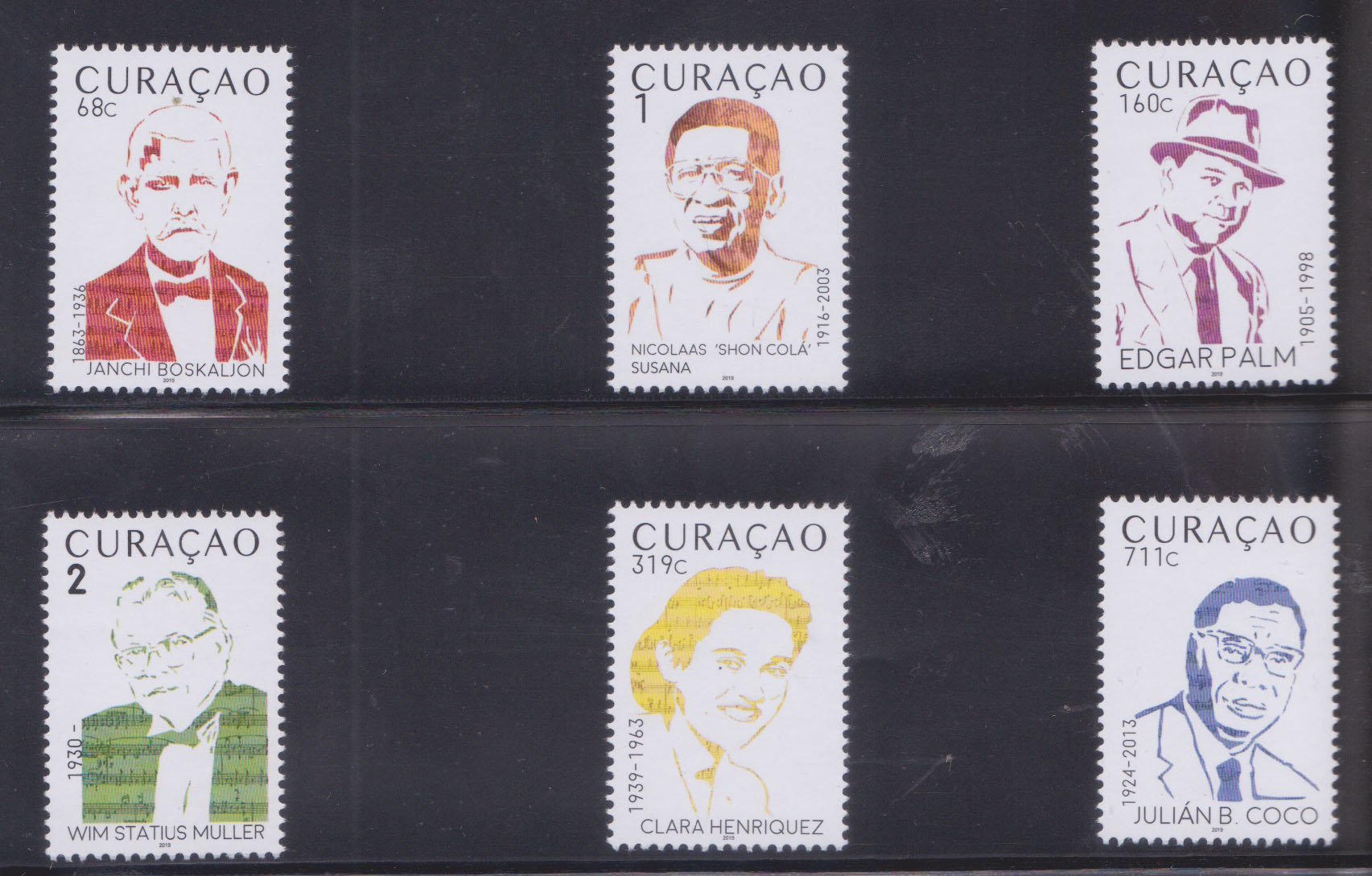
Serie postzegels uit 2019 met Curaçaose musici, Coco rechtsonder

De laatste jaren van zijn leven woonde Coco in het Rosa Spier Huis te Laren. Hij overleed op 89-jarige leeftijd op 4 februari 2013 in Laren (Noord-Holland).
Sinds juni 2004 staat er een borstbeeld van Coco in Willemstad (Curaçao).
Coco is te zien als muzikant in de film Jongens, jongens, wat een meid (1965) van Pim de la Parra. Daarnaast had hij een rol in De antikrist (1973) van Roeland Kerbosch.